# Eostichopus
Eostichopus is een geslacht van zeekomkommers uit de familie Stichopodidae.

## Soorten
- Eostichopus arnesoni Cutress & Miller, 1982